# فردیناند بژیکیان
فردیناند پوغوسی بژیکیان (ارمنی: Ֆերդինանդ Պողոսի Բժիկյան؛  زادهٔ ۱ ژانویهٔ ۱۹۰۵ - درگذشته ۲ سپتامبر ۱۹۶۹) بازیگر و کارگردان اهل ارمنستان بود. وی بین سال‌های - تا - میلادی فعالیت می‌کرد.

## زندگی‌نامه
وی در ۱۴ ژانویه [سبک قدیمی: ۱ ژانویه] ۱۹۰۵ در قارس به دنیا آمد . وی برادر بنیک بژیکیان و شوهر سدا جانیکیان بود. وی در تئاتر دراماتیک ارمنی تفلیس فعالیت می‌کرد. وی همچنین برنده جوایزی همچون نشان برجسته افتخار، هنرمند افتخاری گرجستان شوروی (۱۹۴۶) و هنرمند مردمی ارمنستان شوروی (۱۹۶۴) شد. وی در ۲ سپتامبر ۱۹۶۹ در سن ۶۴ سالگی در دوبنا درگذشت و در تفلیس به خاک سپرده شد.